# Marcetia shepherdii
Marcetia shepherdii är en tvåhjärtbladig växtart som beskrevs av Angela Borges Martins. Marcetia shepherdii ingår i släktet Marcetia och familjen Melastomataceae. Inga underarter finns listade i Catalogue of Life.